# Radiofestival
Radiofestival è un premio italiano per la pubblicità radiofonica.
Il premio è stato creato nel 1992 dalla Sipra, la società concessionaria degli spazi radiotelevisivi della RAI allo scopo di rilanciare gli investimenti pubblicitari nella radio. Viene conferito ogni anno e possono partecipare agenzie pubblicitarie, aziende, case di produzione e professionisti freelance che abbiano realizzato campagne radiofoniche trasmesse nel corso dell'anno.

## Giuria
I radiocomunicati iscritti vengono sottoposti al vaglio della giuria, che individua al massimo 10 finalisti per il "Gran Premio Radiofestival" e assegna i premi di categoria ("antenne" d'oro, d'argento e di bronzo) e il premio speciale della giuria, il premio per la migliore voce, maschile e femminile, e quello per il miglior radiocomunicato da 15 secondi.
La giuria è composta da 15 membri:
- 4 proposti dall'ADCI (Art Director Club Italiano)
- 1 è il presidente di AssoComunicazione
- 1 è il presidente di UNICom (Unione Nazionale Imprese di Comunicazione)
- 1 è il presidente di TP  (Associazione italiana pubblicitari professionisti)
- 1 è il presidente di  Assirad (Associazione case di produzione audio)
- 1 è il direttore generale dell'UPA (Utenti Pubblicità Associati)
- 6 sono giornalisti (stampa di settore e stampa generalista).

## Voto
I radiocomunicati scelti come finalisti sono proposti al voto degli operatori e dei radioascoltatori, che da alcune edizioni si svolge  anche on line: ciascuno dei votanti può indicare le proprie preferenze per il primo, il secondo e il terzo premio. Il voto espresso dagli operatori vale 45 punti per il primo posto, 30 punti per il secondo posto e 15 punti per il terzo. Il voto dei radioascoltatori vale 3 punti per il primo posto, 2 punti per il secondo posto e 1 punto per il terzo posto. La classifica finale viene redatta in base alla somma dei punti ottenuti da ciascun comunicato .
Gli autori dei radiocomunicati (copy) classificatisi al primo, secondo e terzo posto vincono premi anche materiali. La premiazione coinvolge anche gli account e i planner delle agenzie e responsabili marketing e pubblicità delle aziende.
In base alla somma dei premi vinti si forma anche la graduatoria che identifica la radioagenzia dell'anno e la società di produzione dell'anno.

## Categorie
Le categorie in cui il premio è suddiviso, relative ai prodotti pubblicizzati, sono:
- Bevande
- Veicoli
- Editoria off e on line
- Alimentari
- Telecomunicazioni, prodotti e servizi per l'ufficio
- Prodotti da bagno, cosmetici e farmaceutici
- Servizi vari, grande distribuzione, trasporti, viaggi e turismo
- Banche e assicurazioni
- Campagne sociali e no profit
- Varie

## Edizione on line
Dalla sedicesima edizione, relativa alle campagne del 2007, il premio si svolge in tutte le sue fasi (iscrizione, votazione e premiazione) interamente on line, sul sito del premio stesso.

Alla premiazione dell'edizione 2007 Fabio Fazio, che ha partecipato anche a passate edizioni sin dalla fondazione del premio, è stato affiancato da Filippa Lagerbäck.

### XVII Edizione
Anche l'edizione 2008 si è svolta interamente online sul sito web ufficiale del radiofestival, chiudendosi il 27 aprile.

Durante la premiazione, condotta da Filippo Solibello e Laura Troja, sono stati proclamati vincitori del Gran Premio Radiofestival 2008:
1. Marco Venturelli, copy di D'Adda, Lorenzini, Vigorelli, BBDO con il radio “Scelte” per BMW Serie 3 Touring
2. Matteo Grandese e Nicola Lampugnani, Gruppo DDB, con il radio “Dottore” per CampariSoda
3. Francesco Taddeucci, The Name, con il radio “Greenpizza” per Greenpeace